# Handball-Bayernliga 1988/89
Die Handball-Bayernliga 1988/89 wurde unter dem Dach des „Bayerischen Handballverbandes“ (BHV) organisiert, sie ist die höchste Spielklasse des Landesverbandes Bayern und wurde hinter der Handball-Regionalliga als vierthöchste Spielklasse im deutschen Ligensystem eingestuft.

## Saisonverlauf
Die Handball-Bayernliga 1988/89 war die einunddreißigste Ausspielung der Handball-Bayernligasaison. Bayerischer Meister sowie Aufsteiger in die Regionalliga Süd war der TSV Friedberg. Vizemeister ohne Aufstiegsrecht wurde der BSV 1898 Bayreuth.

### Modus
Zwölf Mannschaften spielten eine Hin- und Rückrunde um die „Bayerische Meisterschaft“ und den Aufstieg in die Regionalliga Süd. Die Plätze elf bis zwölf waren Absteiger in die beiden Staffeln der Landesliga. Der Modus war für Männer und Frauen gleich.

## Teilnehmer und Platzierungen
Nicht mehr dabei waren die Auf- und Absteiger aus der Vorsaison. Neu dabei der Absteiger (A) aus der Regionalliga und die Aufsteiger (N) aus den Landesligen. Im Verlaufe der Saison traten zwölf Mannschaften in der Bayernliga an.

### Abschlusstabelle

Bereich des „Bayer. Handballverbandes“ (BHV)

Saison 1988/89 
|     | Mannschaft             | Spiele | Punkte |
| --- | ---------------------- | ------ | ------ |
| 1.  | TSV Friedberg          | 22     | 35:9   |
| 2.  | BSV 1898 Bayreuth      | 22     | 32:12  |
| 3.  | TV 1877 Lauf (N)       | 22     | 28:16  |
| 4.  | TSV München-Ost (A)    | 22     | 26:18  |
| 5.  | ETSV 09 Landshut       | 22     | 25:19  |
| 6.  | Bayreuther TS 1861 (N) | 22     | 21:23  |
| 7.  | TSV 1861 Zirndorf      | 22     | 20:24  |
| 8.  | HSC Bad Neustadt       | 22     | 20:24  |
| 9.  | TS 1887 Selb           | 22     | 18:26  |
| 10. | TV Eggenfelden (N)     | 22     | 18:26  |
| 11. | Post SV München        | 22     | 11:33  |
| 12. | ESV Ingolstadt-Ringsee | 22     | 10:34  |

### Frauen
- Der TSV Trudering wurde Bayerischer Meister und hat sich für die Regionalliga Süd der Frauen qualifiziert.